# أيام الرماد (رواية )
رواية أيام الرماد هي عمل أدبي رمزي وشعري للكاتب المغربي محمد عز الدين التازي، نُشرت عام 1994، وتُعد من أبرز الروايات المغربية التي اختارها اتحاد الكتاب العرب ضمن أفضل 100 رواية عربية نشرت في القرن العشرين

## أحداث الرواية
تدور أحداث الرواية حول رحلة خيالية لطائر "الرخ" في فضاء غير محدد، حيث تختلط الأزمنة والأمكنة، وتُستحضر عناصر من التراث والأسطورة مثل "سيدنا الخضر" و"شجرة الوكر"، ويُوظّف التازي في الرواية أسلوبًا تجريبيًا يعتمد على تيار الوعي والتقطيع السينمائي، ويمنح للمكان، خاصة مدينة فاس، دورًا سرديًا فاعلًا، مما يجعل الرواية تأملًا فلسفيًا في الهوية والوجود والمصير، ويُجسّد فيها الكاتب رؤيته في هدم الأشكال التقليدية والانفتاح على عوالم الحلم والكوابيس

## شخصيات الرواية
رواية أيام الرماد للكاتب المغربي محمد عز الدين التازي لا تعتمد على شخصيات تقليدية ذات ملامح واضحة، بل تُقدّم شخصيات رمزية تتحرك في فضاء سردي شعري وغامض، يُجسّد تأملًا فلسفيًا في الهوية والوجود. الشخصية المحورية هي طائر الرخ، الذي يُمثّل الذات الباحثة عن المعنى، ويخوض رحلة خيالية في فضاء غير محدد، حيث تختلط الأزمنة والأمكنة. كما تحضر شخصية سيدنا الخضر بشكل أسطوري، مرتبطة بـ"شجرة الوكر"، وهي نقطة مركزية في مسار الطائر. وتُعد مدينة فاس نفسها شخصية سردية فاعلة، إذ تتجلى كفضاء للذاكرة والحنين والخراب، وتُعبّر عن البُعد الرمزي للمكان في الرواية

## اقتباسات من الرواية
"خرجت من الوقت وسافرت، طائر الرخ يرى كل سفره قبل أن يتجه نحو أي مكان." يُجسّد هذا الاقتباس فكرة التحرر من الزمن والمكان، والانطلاق نحو المجهول بحثًا عن المعنى.
"السفر لا أرضي ولا سماوي، لا حدود ولا موانئ، لا حراس ولا قراصنة ولا لصوص." يُعبّر عن الطابع الحلمي والرمزي للرحلة، حيث تتحرر الذات من القيود المادية.
"يتحدد المكان الذي يريد الوصول إليه بشجرة ضخمة متفرعة العروش، وهي تنمو وحدها في العراء." تُشير إلى "شجرة الوكر"، رمز المصير والبحث عن الحقيقة، المرتبطة بأسطورة سيدنا الخضر.

"يغشى عينيه نور الشمس دون أن يرى الشمس." استعارة تُعبّر عن التباس الرؤية، والبحث عن النور الداخلي وسط الظلام الخارجي.

## أسلوب الرواية
يتميّز أسلوب رواية "أيام الرماد" للكاتب المغربي محمد عز الدين التازي بطابع شعري رمزي وتجريبي، حيث يُمزج بين الواقعي والمتخيّل في سردٍ يتجاوز الأشكال التقليدية ويغوص في عوالم الحلم والكوابيس. يستخدم التازي لغة مكثفة مشحونة بالدلالات الفلسفية، ويعتمد على تقنيات حديثة مثل تيار الوعي والتقطيع السينمائي، مما يمنح النص طابعًا تأمليًا داخليًا. كما يُولي أهمية كبيرة للمكان، خاصة مدينة فاس، التي تتحوّل إلى شخصية سردية فاعلة تُجسّد الذاكرة والحنين والخراب في آنٍ واحد1 . تغلب على الرواية أجواء الحزن والبحث عن المعنى، ويُوظّف الكاتب الرموز مثل طائر الرخ وشجرة الوكر لتمثيل الذات والمصير، في إطار سردي يُعبّر عن قلق وجودي وهواجس الهوي

## النقد والاستقبال
لقيت رواية «أيام الرماد» للكاتب المغربي محمد عز الدين التازي اهتماماً نقدياً منذ صدورها، حيث اعتُبرت نصاً رمزيّاً وشعريّاً يعكس أسلوب التازي في مزج السرد بالبعد الشعري والاشتغال على اللغة كأداة لتكثيف التجربة الإنسانية. ورأى بعض النقاد أن الرواية تعكس هواجس الكتابة عند التازي، من خلال استحضار ثيمات الذاكرة والاغتراب والموت والحلم، ضمن بناء سردي ينهل من الرمز والإيحاء أكثر مما يعتمد على الخطية التقليدية. كما أُشيد بقدرة الكاتب على صياغة مشاهد مكثفة تنفتح على تأويلات متعددة، مما جعلها موضوع قراءات أكاديمية وصحفية تناولتها بوصفها نموذجاً للرواية المغربية الجديدة التي تبحث عن تجاوز القوالب الواقعية نحو أفق تجريبي وشعري.